# Мурільо
Мурільо Сантьяго Коста дус Сантус (порт. Murillo Santiago Costa dos Santos, нар. 4 липня 2002), відомий як Мурільо, — бразильський професійний футболіст, який грає на позиції центрального захисника за клуб Прем'єр-ліги Ноттінгем Форест та збірну Бразилії.

## Ранні роки
Народжений у Сан-Паулу, Мурільо втратив батька, палкого вболівальника «Коринтіанса», який привів його до гри у футзал, у віці 10 років. Він розпочав свою кар’єру в «Сан-Каетано» у 2013 році, а згодом грав за ЕКУС та «Сан-Бернарду».

## Клубна кар’єра

### Корінтіанс
Мурільо приєднався до юнацької системи «Корінтіанс» у 2019 році з «Уніан Барбаренсе». 16 січня 2023 року, після виступів за команду до 20 років у Кубок Сан-Паулу з футболу серед юніорів цього року, він був підвищений до основної команди.
10 лютого 2023 року Мурільо продовжив контракт до кінця 2025 року. Він дебютував за основну команду 26 квітня, вийшовши на заміну у другому таймі замість Бруно Мендеса у домашній перемозі 2:0 над Ремо у Кубку Бразилії.
Мурільо дебютував у Серії A 29 квітня 2023 року, вийшовши у стартовому складі у виїзній поразці 2:1 від суперників Палмейрас. Він швидко став регулярним гравцем основного складу під керівництвом головного тренера Вандерлей Лушембурго протягом сезону, привернувши увагу кількох європейських клубів, таких як Наполі, Манчестер Сіті та Вест Гем Юнайтед.

### Ноттінгем Форест
31 серпня 2023 року Мурільо підписав п’ятирічний контракт із клубом Прем'єр-ліги Ноттінгем Форест за нерозголошену суму. Повідомлялося, що сума трансферу склала 12 мільйонів євро з додатковими 3 мільйонами євро у вигляді потенційних бонусів. Мурільо дебютував проти «Брентфорда» 1 жовтня 2023 року, через п’ять тижнів після прибуття. Відтоді він став ключовим гравцем клубу, отримавши нагороду гравця сезону 2023–24 за свої виступи.
10 листопада 2024 року він забив свій перший гол за клуб у домашній поразці 3:1 від Ньюкасл Юнайтед. 21 січня 2025 року Мурільо підписав продовження свого чинного контракту з «Форест», яке утримуватиме його в клубі до червня 2029 року.

## Міжнародна кар’єра
Мурільо отримав свій перший виклик до збірної Бразилії 1 листопада 2024 року на матчі кваліфікації до ЧС-2026 проти Венесуели та Уругваю, хоча в обох матчах залишився невикористаним запасним. Він дебютував на міжнародному рівні 25 березня 2025 року, вийшовши у стартовому складі у виїзному матчі кваліфікації до ЧС проти Аргентини, який Бразилія програла 4:1; він отримав жовту картку в першому таймі та був замінений у другому.

## Статистика виступів

### Клубна
Станом на матч зіграний 12 квітня 2025
| Клуб               | Сезон              | Ліга               | Ліга | Ліга | Національний кубок | Національний кубок | Кубок ліги | Кубок ліги | Континентальні | Континентальні | Загалом | Загалом |
| Клуб               | Сезон              | Дивізіон           | М    | Г    | М                  | Г                  | М          | Г          | М              | Г              | М       | Г       |
| ------------------ | ------------------ | ------------------ | ---- | ---- | ------------------ | ------------------ | ---------- | ---------- | -------------- | -------------- | ------- | ------- |
| Коринтіанс         | 2023               | Серія A            | 13   | 0    | 7                  | 0                  | —          | —          | 7              | 0              | 27      | 0       |
| Ноттінгем Форест   | 2023–24            | Прем'єр-ліга       | 32   | 0    | 4                  | 0                  | 0          | 0          | —              | —              | 36      | 0       |
| Ноттінгем Форест   | 2024–25            | Прем'єр-ліга       | 31   | 1    | 2                  | 0                  | 0          | 0          | —              | —              | 33      | 1       |
| Ноттінгем Форест   | Загалом            | Загалом            | 63   | 1    | 6                  | 0                  | 0          | 0          | —              | —              | 69      | 1       |
| Загалом за кар’єру | Загалом за кар’єру | Загалом за кар’єру | 76   | 1    | 13                 | 0                  | 0          | 0          | 7              | 0              | 96      | 1       |

1. ↑  Включає Кубок Бразилії, Кубок Англії
2. ↑  Чотири матчі в Кубок Лібертадорес, три матчі в Кубок Південної Америки

### Міжнародна
Станом на матч зіграний 25 березня 2025
| Національна збірна | Рік     | М | Г |
| ------------------ | ------- | - | - |
| Бразилія           | 2025    | 1 | 0 |
| Загалом            | Загалом | 1 | 0 |

## Титули і досягнення
Індивідуальні
- Гравець сезону Ноттінгем Форест: 2023–24[1]